# Henri Blanchard (architecte)
Pour les articles homonymes, voir Henri Blanchard et Blanchard.
Henri Blanchard, né à Morges en 1898 et mort dans cette même ville le 22 avril 1997, est un architecte suisse, actif essentiellement dans le canton de Vaud.

## Biographie
Henri Blanchard est le descendant et successeur de Daniel Blanchard, charpentier, qui crée sa propre entreprise en 1870. Cette dynastie de constructeurs a vu se succéder quatre générations, à savoir Daniel, Henri, Georges puis Georges fils jusqu'en 1994.
Henri se forme à l'architecture entre 1918 et 1927, au Locle et en France, en particulier dans les zones dévastées par la Première Guerre mondiale. Revenu en Suisse dans les années 1930, il collabore avec différents architectes, notamment avec Fernand Dumas, puis ouvre son propre bureau à Morges. Nommé architecte de la ville de Morges en 1950, il en préside la commission du plan d'extension.
Il est chargé de la construction de la nouvelle école de Bremblens (1938) et  participe à divers concours d'architecture, gagnant notamment le premier prix pour un projet de grande salle à Gimel (1942). Blanchard réalise par la suite la grande salle de Thierrens (1960), l'école ménagère de Chanel à Morges (1966) et la nouvelle caserne des pompiers à Morges également (1969).
Il intervient également dans le bâti existant: reconstruction du Crédit Foncier Vaudois (rue Louis-de-Savoie 57) à Morges (en collaboration avec Jean Serex, cité comme architecte en 1969?
). Il restaure l'Hôtel de ville de Morges (1957), et, à Préverenges, procède à la transformation lourde de l'Hôtel de l'Étoile.
Auteur d'un certain nombre de villas dans la région morgienne, il a bâti aussi à Morges vers 1954 une halle d'exposition pour automobiles (rue de Lausanne 24), ainsi que, à Senarclens, un pavillon de week-end.